# Palmares (kommun)
Palmares är en kommun i Brasilien.   Den ligger i delstaten Pernambuco, i den östra delen av landet, 1 600 km nordost om huvudstaden Brasília. Antalet invånare är 59 524.
Följande samhällen finns i Palmares:
- Palmares

Omgivningarna runt Palmares är en mosaik av jordbruksmark och naturlig växtlighet. Runt Palmares är det ganska tätbefolkat, med 166 invånare per kvadratkilometer.